# Lista największych portów w Europie
Poniższa tabela przedstawia listę 20 największych portów w Europie pod względem przeładunku. Rotterdam zajmuje obecnie pierwsze miejsce pod względem przeładunku. W przypadku promów pojazdy transportowe, takie jak ciężarówki, wliczane są do całkowitej masy, natomiast samochody osobowe nie są liczone jako ładunek.
| Lp. | Port                       | Państwo         | Miasto/Miasta      | Akwen             | Tonaż       | Rok  |
| --- | -------------------------- | --------------- | ------------------ | ----------------- | ----------- | ---- |
| 1   | Port w Rotterdamie         | Holandia        | Rotterdam          | Morze Północne    | 435 800 000 | 2024 |
| 2   | Port w Antwerpii-Brugii    | Belgia          | Antwerpia, Brugia  | Morze Północne    | 277 700 000 | 2024 |
| 3   | Port w Noworosyjsku        | Rosja           | Noworosyjsk        | Morze Czarne      | 161 400 000 | 2023 |
| 4   | Port w Ust-Łudze           | Rosja           | Ust-Ługa           | Morze Bałtyckie   | 112 500 000 | 2023 |
| 5   | Port w Hamburgu            | Niemcy          | Hamburg            | Morze Północne    | 111 800 000 | 2024 |
| 6   | Port w Algeciras           | Hiszpania       | Algeciras          | Morze Śródziemne  | 103 646 106 | 2024 |
| 7   | Port w Hawrze-Rouen-Paryżu | Francja         | Hawr, Rouen, Paryż | Kanał Angielski   | 83 200 000  | 2024 |
| 8   | Port w Walencji            | Hiszpania       | Walencja           | Morze Śródziemne  | 81 138 594  | 2024 |
| 9   | Port w Konstancy           | Rumunia         | Konstanca          | Morze Czarne      | 77 537 345  | 2024 |
| 10  | Port w Gdańsku             | Polska          | Gdańsk             | Morze Bałtyckie   | 77 400 000  | 2024 |
| 11  | Port w Marsylii            | Francja         | Marsylia           | Morze Śródziemne  | 70 500 000  | 2024 |
| 12  | Port w Barcelonie          | Hiszpania       | Barcelona          | Morze Śródziemne  | 69 742 523  | 2024 |
| 13  | Port w Bergen              | Norwegia        | Bergen             | Morze Północne    | 67 964 648  | 2023 |
| 14  | Port w Genui               | Włochy          | Genua              | Morze Śródziemne  | 64 500 000  | 2024 |
| 15  | Port w Primorsku           | Rosja           | Primorsk           | Morze Bałtyckie   | 63 100 000  | 2023 |
| 16  | Port w Amsterdamie         | Holandia        | Amsterdam          | Morze Północne    | 63 000 000  | 2023 |
| 17  | Port w Trieście            | Włochy          | Triest             | Morze Adriatyckie | 59 500 000  | 2024 |
| 18  | Port w Murmańsku           | Rosja           | Murmańsk           | Morze Barentsa    | 57 800 000  | 2023 |
| 19  | Port w Londynie            | Wielka Brytania | Londyn             | Morze Północne    | 51 595 000  | 2023 |
| 20  | Port w Petersburgu         | Rosja           | Petersburg         | Morze Bałtyckie   | 49 600 000  | 2023 |

## Największe porty kontenerowe
Poniższa tabela przedstawia listę 20 największych portów kontenerowych w Europie pod względem przeładunku TEU.
| Lp. | Port                       | Państwo         | Miasto/Miasta      | Akwen             | Kontenery TEU | Rok  |
| --- | -------------------------- | --------------- | ------------------ | ----------------- | ------------- | ---- |
| 1   | Port w Rotterdamie         | Holandia        | Rotterdam          | Morze Północne    | 13 820 000    | 2024 |
| 2   | Port w Antwerpii-Brugii    | Belgia          | Antwerpia, Brugia  | Morze Północne    | 13 500 000    | 2024 |
| 3   | Port w Hamburgu            | Niemcy          | Hamburg            | Morze Północne    | 7 800 000     | 2024 |
| 4   | Port w Walencji            | Hiszpania       | Walencja           | Morze Śródziemne  | 5 475 773     | 2024 |
| 5   | Port w Pireusie            | Grecja          | Pireus             | Morze Śródziemne  | 4 826 000     | 2023 |
| 6   | Port w Algeciras           | Hiszpania       | Algeciras          | Morze Śródziemne  | 4 706 145     | 2024 |
| 7   | Port w Hawrze-Rouen-Paryżu | Francja         | Hawr, Rouen, Paryż | Kanał Angielski   | 4 306 145     | 2024 |
| 8   | Port w Bremerhaven         | Niemcy          | Bremerhaven        | Morze Północne    | 4 228 000     | 2023 |
| 9   | Port w Barcelonie          | Hiszpania       | Barcelona          | Morze Śródziemne  | 3 888 977     | 2024 |
| 10  | Port w Felixstowe          | Wielka Brytania | Felixstowe         | Morze Północne    | 3 246 000     | 2023 |
| 11  | Port w Genui               | Włochy          | Genua              | Morze Śródziemne  | 2 800 000     | 2024 |
| 12  | Port w Gioia Tauro         | Włochy          | Gioia Tauro        | Morze Śródziemne  | 2 782 000     | 2023 |
| 13  | Port w Gdańsku             | Polska          | Gdańsk             | Morze Bałtyckie   | 2 249 000     | 2024 |
| 14  | Port w Southampton         | Wielka Brytania | Londyn             | Kanał Angielski   | 1 761 000     | 2023 |
| 15  | Port w Londynie            | Wielka Brytania | Londyn             | Morze Północne    | 1 718 000     | 2023 |
| 16  | Port w Sines               | Portugalia      | Sines              | Ocean Atlantycki  | 1 665 000     | 2023 |
| 17  | Port w La Spezia           | Włochy          | La Spezia          | Morze Śródziemne  | 1 650 000     | 2023 |
| 18  | Port w Marsylii            | Francja         | Marsylia           | Morze Śródziemne  | 1 472 000     | 2023 |
| 19  | Port w Dunkierce           | Francja         | Dunkierka          | Morze Adriatyckie | 1 165 000     | 2023 |
| 20  | Port w Koprze              | Słowenia        | Koper              | Morze Adriatyckie | 1 133 000     | 2024 |